# Діахронна діалектологія
Діахронна (історична) діалектологія — наука, що вивчає розвиток діалектної мови і місцевих діалектів.
Вона тісно пов'язана з історією мови, зокрема з історичною граматикою.
Завдання історичної діалектології: встановлення генезису історичних змін фонетичних, акцентуаційних, граматичних, лексичних, фразеологічних явищ діалектної мови, говорів і наріч як одиниць діалектного членування; виявлення хронології діалектних явищ, архаїчних та інноваційних елементів; здійснення діалектологічної атрибутації писемних пам'яток як цілісних текстів, з'ясування їх відношення до певного діалекту.
Джерела діахронної діалектології: синхронна діалектологія, лінгвістичні атласи, писемні пам'ятки, ономастичні дані, свідчення споріднених мов, історія традиційної матеріальної та духовної культури етносу.